# Kuusalu (wieś)
Kuusalu – wieś w Estonii, w prowincji Harju, w gminie Kuusalu.